# فيكتور براديرا لارومبي
خوان فيكتور براديرا لارومبي (19 أبريل 1872 – 6 سبتمبر 1936) كان منظرًا سياسيًا إسبانيًا وسياسيًا كارليًا.

## عائلته وشبابه
يعود أصل عائلة فيكتور من جهة والده إلى فرنسا؛ عاش جده، خوان براديرا مارتينينا، في بلدة باسكيون في ساري (مقاطعة لابورد)، لكنه انتقل عبر جبال البرانس واستقر في إندارا دي إتكسالار. كان والد فيكتور، فرانسيسكو براديرا ليزا، إندياني (مهاجر إسباني في أميركا). هاجر عندما كان صغيرًا إلى أمريكا وقضى 16 عامًا في كوبا؛ وبعد أن أصبح غنيًا، عاد إلى نافارا وتزوج من بامبلونسا، فيلومينا لارومبي، سليلة عائلة برجوازية صغيرة. وقف والدها، آنخل لارومبي إيتورالدي، إلى جانب المشرعين خلال الحرب الكارلية الأولى ونجا بصعوبة من الإعدام، واستقر لاحقًا في فيرا دي بيداسوا وعمل ككاتب عدل. ولد خوان فيكتور ليكون الابن الأول بين أربعة أبناء هم، خوان فيكتور ولويس وخوان وخيرمان. في عام 1879 انتقل مع العائلة إلى سان سيباستيان ليتبع المسار المهني لوالده، الذي كان يدير شركة إنشاءات تجارية.
بعد أن حصل على درجة البكلوريا في معهد سان سيباستيان في عام 1887، أمضى عامًا في بوردو ثم عامًا آخر في بلباو، ودرس في الكلية اليسوعية ديوستو واستعد للدراسات الهندسية. بعد أن انتقل إلى مدريد، دخل براديرا إلى إسكويلا دي إنخينيروس (كلية المهندسين)، السنة التي تخرج فيها غير معروفة بدقة. عاد إلى غيبوثكوا في عام 1897 واستقر في تولوسا، وشارك في أعمال مصنع الورق الخاص بوالده. يقال إن براديرا كان ناجحًا كمدير، ودمج في وقت لاحق شركة العائلة في شركة ائتمان بابيليرالإسبانية لرافائيل بيكافيا وأصبح أحد المساهمين في هذه الشركة، وانخرط في أنشطتها حتى أوائل القرن العشرين.
بدأ في مطلع القرن دراسة القانون كطالب غير مسجل في مدريد، واستمر فيها لمدة سنتين. بعد تخرجه، في سان سيباستيان، افتتح مكتب القانون وشغل في نفس الوقت منصب المفتش العام في كويربو دي إنخينيروس دي كاناليس إي بويرتوس. حصل على درجة الدكتوراه في القانون في مدريد، في تاريخ غير معروف. في عام 1899 تزوج براديرا من دونوستيارا، ماريا أورتيغا، وأنجب منها أربعة أطفال، وأصبح سياسيًا فرانكويًا بارزًا. اشتهر اسم حفيد فيكتور، خافيير براديرا، كصحفي وناشر معروف مناهض للفرانكوية، أطلق عليه اسم حارس التحول الإسباني إلى الديمقراطية.

## الكارلي الشاب
خلال سنواته الأكاديمية، كان براديرا نشطًا في العديد من المنظمات الكاثوليكية وطور اهتمامه بالسياسة. نشأ في محيط ليبرالي – باستثناء جده من جهة أمه – بدون سوابق عائلية، وفي تسعينيات القرن التاسع عشر تعرف أكثر إلى الكارلية بسبب محاضراته؛ وعلى عكس معظم التقليديين الذين ورثوا وجهة نظرهم من الأجداد، اعتبر براديرا نفسه «كارلي علمي». تم الاعتراف به بالفعل كخطيب، وتم الاتفاق في عام 1899 على ترشيحه كمرشح كارلي غير رسمي في تولوسا. مستفيدًا من بدء التقارب بين الكارليين الرئيسيين والتكامليين، تم انتخابه لهزيمة مرشح حكومي؛ عينه ماتياس باريو ناطقًا باسم الأقلية الكارلية الصغيرة.
في أعقاب كارثة عام 1898، شكل براديرا الموجة الأولى من البعثيين، مطالبين بتغيير عميق إن لم يكن ثوريًا. كان يصطدم بشكل متكرر، باعتباره الوافد الشاب الجديد في المجلس، مع سيلفيلا، مما يدل على مهارته في المنطق إلى جانب المهارات الخطابية وكذلك حدة طبعه. أعيد انتخابه في عام 1901، واستمر في مواجهة الأعداء الليبراليين القدامى وواجه الأعداء الجدد، وخاصة الراديكاليين الجمهوريين والقوميين. كان ينوي الترشح لإعادة انتخابه في الحملة اللاحقة عام 1903، لكنه استقال في النهاية بسبب مشاكل مالية. في عام 1904 تم انتخاب براديرا من تولوسا حتى مقاطعة غيبوثكوا. جنبًا إلى جنب مع إستيبان دي بلباو إيغيا وخوليو أوركيخو، شكل جيلًا جديدًا من الناشطين، مدعوم من قبل المدعي كارلوس السابع وزعيم الحزب ماركيز دي سيرالبو في محاولتهم لبناء شبكة كارلية حديثة.